# Клуб хокейних стрільців
Клуб хокейних стрільців (чеськ. Klub hokejových střelců) заснований газетою «Спорт» у 1981 році. До нього зараховували гравців, які в чехословацькій хокейній лізі та в іграх збірної Чехословаччини закинули 250 шайб. З 1993 року у залік йдуть голи в чеській екстралізі та матчах збірної Чехії.
Очолює список гравець СОНПа та «Дукли» Мілан Новий. Після закінчення сезону 2018/2019 до клубу входять 68 хокеїстів. Останнім членом став Ярослав Глінка
| №   | Гравець              | Ліга | Збірна | Сума | Клуби                                                                                             |
| --- | -------------------- | ---- | ------ | ---- | ------------------------------------------------------------------------------------------------- |
| 1.  | Мілан Новий          | 474  | 120    | 594  | «Кладно», «Дукла» (Їглава)                                                                        |
| 2.  | Владімір Ружичка     | 431  | 112    | 543  | «Литвинов», «Дукла» (Тренчин), «Славія» (Прага)                                                   |
| 3.  | Вацлав Недоманський  | 369  | 163    | 532  | «Слован» (Братислава)                                                                             |
| 4.  | Владімір Мартінець   | 343  | 155    | 498  | «Пардубице», «Дукла» (Їглава)                                                                     |
| 5.  | Іван Глінка          | 347  | 132    | 479  | «Литвинов», «Дукла» (Тренчин)                                                                     |
| 6.  | Йозеф Черний         | 403  | 75     | 478  | «Комета» (Брно), «Пльзень»                                                                        |
| 7.  | Віктор Уйчик         | 410  | 57     | 467  | «Дукла» (Їглава), «Славія» (Прага), «Тржинець», «Спарта» (Прага), «Пльзень», «Вітковіце»          |
| 8.  | Владімір Забродський | 306  | 158    | 464  | ЛТЦ (Прага), «Спарта» (Прага)                                                                     |
| 9.  | Вінцент Лукач        | 393  | 70     | 463  | «Кошице», «Дукла» (Їглава)                                                                        |
| 10. | Властіміл Бубник     | 300  | 121    | 421  | «Комета» (Брно), «Кралово поле» (Брно)                                                            |
| 11. | Їржі Голик           | 283  | 132    | 415  | «Дукла» (Їглава)                                                                                  |
| 12. | Ян Клапач            | 354  | 56     | 410  | «Дукла» (Їглава)                                                                                  |
| 13. | Мартін Прохазка      | 346  | 60     | 406  | «Кладно», «Дукла» (Їглава), «Всетін», «Вітковіце»                                                 |
| 14. | Петр Сикора          | 389  | 8      | 397  | «Пардубице»                                                                                       |
| 15. | Їржі Лала            | 297  | 89     | 386  | «Чеське Будейовіце», «Дукла» (Їглава)                                                             |
| 16. | Петр Тон             | 384  | 1      | 385  | «Кладно», «Спарта» (Прага)                                                                        |
| 17. | Їржі Допіта          | 340  | 44     | 384  | «Оломоуц», «Всетін», «Пардубице», «Орли» (Зноймо), «Комета» (Брно)                                |
| 18. | Ярослав Їржик        | 300  | 83     | 383  | «Кладно», «Комета» (Брно)                                                                         |
| 19. | Йозеф Голонка        | 298  | 82     | 380  | «Слован» (Братислава), «Дукла» (Їглава)                                                           |
| 20. | Віктор Губл          | 364  | 4      | 368  | «Хомутов», «Славія» (Прага), «Чеське Будейовіце», «Литвинов»                                      |
| 21. | Ріхард Краль         | 367  | 1      | 368  | «Пардубице», «Тржинець», «Пльзень», «Млада Болеслав»                                              |
| 22. | Ладіслав Лубіна      | 337  | 25     | 362  | «Пардубице», «Дукла» (Їглава), «Тржинець»                                                         |
| 23. | Едуард Новак         | 306  | 48     | 354  | «Кладно», «Кошице», «Злін»                                                                        |
| 24. | Ярослав Поузар       | 276  | 73     | 349  | «Чеське Будейовіце»                                                                               |
| 25. | Ондржей Кратена      | 340  | 3      | 343  | «Оломоуц», «Всетін», «Спарта» (Прага), «Пльзень»                                                  |
| 26. | Павел Патера         | 294  | 48     | 342  | «Кладно», «Всетін», «Оломоуц»                                                                     |
| 27. | Їржі Бюргер          | 334  | 7      | 341  | «Кладно», «Всетін», «Вітковіце»                                                                   |
| 28. | Ярослав Балаштик     | 324  | 15     | 339  | «Злін», «Млада Болеслав», «Ліберець»                                                              |
| 29. | Їржі Новак           | 255  | 76     | 331  | «Пардубице», «Дукла» (Їглава)                                                                     |
| 30. | Богуслав Штястний    | 256  | 73     | 329  | «Пардубице»                                                                                       |
| 31. | Томаш Власак         | 302  | 26     | 328  | «Литвинов», «Славія» (Прага), «Пльзень»                                                           |
| 32. | Ярослав Голик        | 267  | 57     | 324  | «Дукла» (Їглава)                                                                                  |
| 33. | Ярослав Беднарж      | 307  | 15     | 322  | «Славія» (Прага), «Спарта» (Прага)                                                                |
| 34. | Ян Гавел             | 282  | 34     | 316  | «Спарта» (Прага), «Дукла» (Їглава)                                                                |
| 35. | Йозеф Віммер         | 316  | 0      | 316  | «Кладно», «Дукла» (Їглава)                                                                        |
| 36. | Давид Грушка         | 303  | 0      | 303  | «Всетін», «Опава», «Литвинов», «Гавіржов», «Славія» (Прага), «Енергія» (Карлові Вари), «Хомутов»  |
| 37. | Ярослав Кудрна       | 298  | 5      | 303  | «Градець-Кралове», «Пардубице», «Пльзень», «Тржинець», «Ліберець»                                 |
| 38. | Ян Старший           | 267  | 29     | 296  | «Слован» (Братислава), «Спарта» (Прага)                                                           |
| 39. | Петр Росол           | 234  | 62     | 296  | «Литвинов», «Дукла» (Їглава)                                                                      |
| 40. | Ігор Ліба            | 229  | 65     | 294  | «Кошице», «Дукла» (Їглава)                                                                        |
| 41. | Їржі Зеленка         | 281  | 11     | 292  | «Спарта» (Прага), «Пльзень»                                                                       |
| 42. | Петр Кумстат         | 285  | 7      | 292  | «Орли» (Зноймо), «Комета» (Брно), «Енергія» (Карлові Вари), «Спарта» (Прага)                      |
| 43. | Богуслав Еберманн    | 211  | 80     | 291  | «Пльзень», «Дукла» (Їглава)                                                                       |
| 44. | Маріан Штястний      | 236  | 54     | 290  | «Слован» (Братислава), «Дукла» (Їглава)                                                           |
| 45. | Йозеф Беранек        | 263  | 26     | 289  | «Литвинов», «Всетін», «Славія» (Прага)                                                            |
| 46. | Роберт Райхель       | 241  | 45     | 286  | «Литвинов»                                                                                        |
| 47. | Ян Петерек           | 284  | 1      | 285  | «Вітковіце», «Гавіржов», «Тржинець»                                                               |
| 48. | Петр Лешка           | 281  | 4      | 285  | «Пльзень», «Спарта» (Прага), «Злін»                                                               |
| 49. | Павел Янку           | 282  | 2      | 284  | «Комета» (Брно), «Злін», «Енергія» (Карлові Вари), «Тржинець», «Дукла» (Їглава), «Усті-над-Лабем» |
| 50. | Ріхард Жемлічка      | 254  | 28     | 282  | «Спарта» (Прага), «Литвинов»                                                                      |
| 51. | Роберт Кисела        | 273  | 7      | 280  | «Литвинов», «Кладно»                                                                              |
| 52. | Ярослав Глінка       | 249  | 29     | 278  | «Пльзень», «Спарта» (Прага)                                                                       |
| 53. | Радек Бєлоглав       | 256  | 21     | 277  | «Чеське Будейовіце», «Всетін», «Спарта» (Прага), «Кладно»                                         |
| 54. | Франтішек Черник     | 232  | 42     | 274  | «Вітковіце», «Дукла» (Їглава)                                                                     |
| 55. | Ольдржих Валек       | 249  | 25     | 274  | «Дукла» (Їглава)                                                                                  |
| 56. | Станіслав Прил       | 223  | 49     | 272  | «Пардубице», «Дукла» (Їглава)                                                                     |
| 57. | Вацлав Пантучек      | 219  | 48     | 267  | «Комета» (Брно), «Спарта» (Прага)                                                                 |
| 58. | Вацлав Плєтка        | 259  | 5      | 264  | «Млада Болеслав», «Тржинець», «Ліберець», «Чеське Будейовіце», «Пльзень»                          |
| 59. | Давид Виборний       | 220  | 43     | 263  | «Спарта» (Прага), «Млада Болеслав»                                                                |
| 60. | Їржі Долана          | 228  | 33     | 261  | «Градець-Кралове», «Пардубице», «Дукла» (Їглава)                                                  |
| 61. | Ростислав Влах       | 250  | 11     | 261  | «Злін», «Всетін»                                                                                  |
| 62. | Їржі Шейба           | 227  | 33     | 260  | «Пардубице», «Дукла» (Їглава)                                                                     |
| 63. | Радек Теупал         | 248  | 12     | 260  | «Чеське Будейовіце», «Дукла» (Тренчин)                                                            |
| 64. | Броніслав Данда      | 212  | 45     | 257  | «Комета» (Брно), «Пардубице»                                                                      |
| 65. | Душан Пашек          | 187  | 69     | 256  | «Слован» (Братислава), «Дукла» (Їглава)                                                           |
| 66. | Томаш Єлінек         | 223  | 32     | 255  | «Спарта» (Прага), «Чеське Будейовіце», «Славія» (Прага), «Пльзень», «Опава», «Вітковіце»          |
| 67. | Даріус Руснак        | 186  | 68     | 254  | «Слован» (Братислава)                                                                             |
| 68. | Міхал Суп            | 246  | 6      | 252  | «Спарта» (Прага), «Славія» (Прага), «Млада Болеслав»                                              |